# Finále mistrovství světa ve fotbale 2018

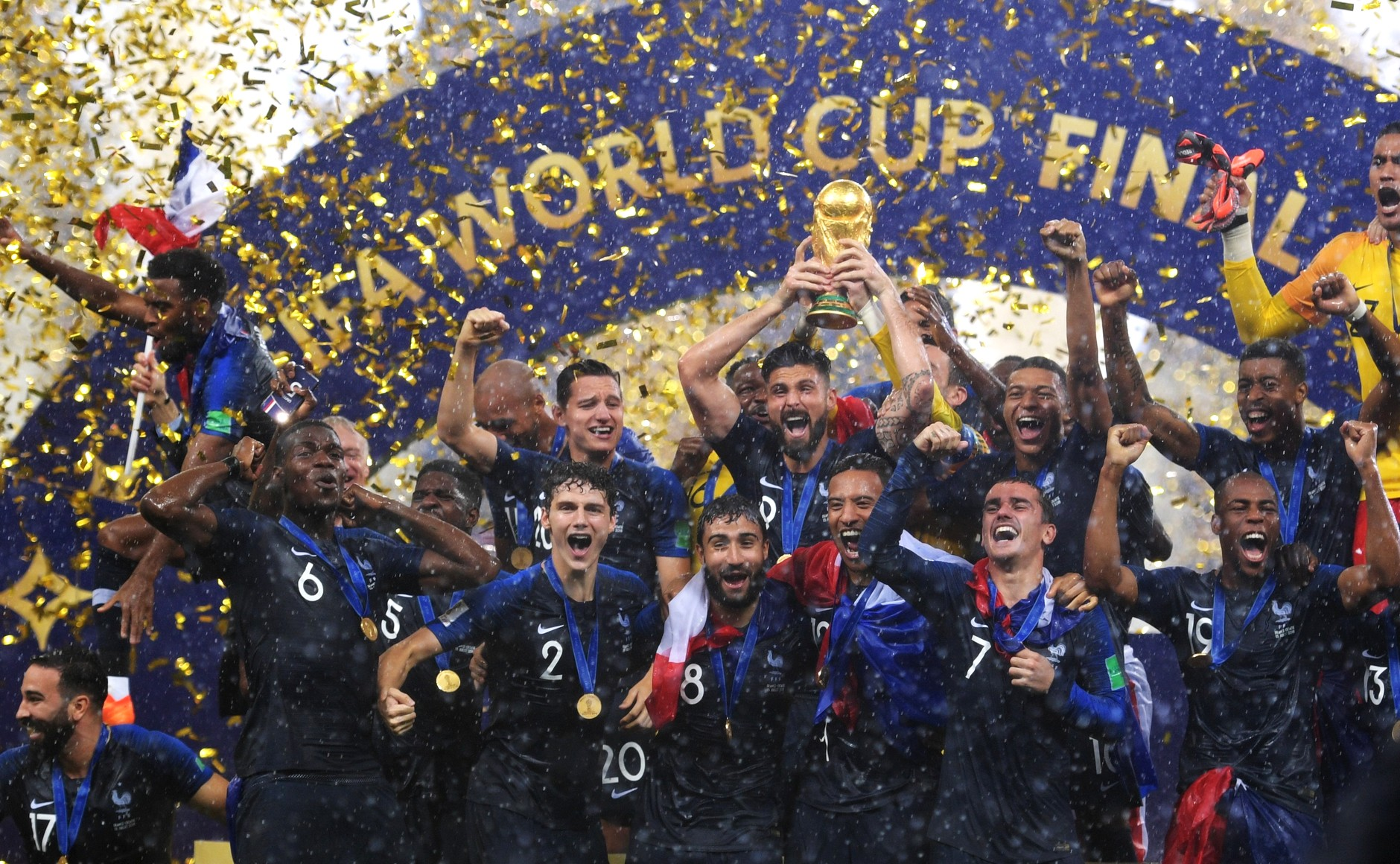
Vítězný francouzský tým při oslavě čerstvého vítězství na hřišti

Finále mistrovství světa ve fotbale 2018 proběhlo mezi týmy Francie a Chorvatska 15. července 2018 na stadionu Lužniki v Moskvě. Zápas vyhrála Francie poměrem 4:2.

## Přehled
| 15. červenec 2018                                             |        |                           |                                                        |
| Francie                                                       | 4 : 2  | Chorvatsko                | Lužniki, Moskva diváci: 78 011 rozhodčí: Néstor Pitana |
| Mandžukić 18' (vl.) Griezmann 38' (pen.) Pogba 59' Mbappé 65' | Zpráva | Perišić 28' Mandžukić 69' | Lužniki, Moskva diváci: 78 011 rozhodčí: Néstor Pitana |

## Fotbalové milníky
Při zápase padlo 6 gólů, což je nejvíc od ročníku 1966 nebo, počítáno góly v normální hrací době, nejvíc od ročníku 1958. Také padlo stejně gólů jako v posledních 4 finálových utkáních. Francie se po zápase stala podruhé mistrem světa, poprvé to bylo v roce 1998. Trenér francouzského týmu Didier Deschamps byl zároveň kapitánem vítězného týmu z roku 1998 a po Mariu Zagallovi a Franzi Beckenbauerovi je tak třetím člověkem v historii, který ovládl mistrovství jako hráč i trenér. Raphaël Varane je devátým v historii, který vyhrál v jediném roce jako hráč jak mistrovství světa, tak Ligu mistrů. V roce 1998 získali také Chorvati dosud nejlepší výsledek – třetí místo, které překonali právě až roku 2018 místem druhým.